# Albania blues
 Albania blues  è un film drammatico diretto da Nico Cirasola, che ritorna alla regia, pur assumendo le vesti del protagonista. Dopo il visto censura del 4 aprile 2000, è uscito in sala il 23 marzo 2001.

## Trama
La vicenda di un tecnico antennista, Fefè, che lavora in giro nei paesi della Puglia. Durante i suoi interventi assiste alle trasmissioni che parlano di poveri albanesi senza avvenire né casa, ma attratti dalla televisione. Nanni, il suo collaboratore, è sempre davanti alla televisione e segue con attenzione il particolare quiz in cui occorre indovinare il numero esatto dei profughi stipati su di una nave.
Fefè, dopo una delusione d'amore, scappa di casa e sulla riva del mare assiste allo sbarco di un gruppo di albanesi. Conosce una bella profuga, che gli chiede rifugio con sua cugina, ma sopraggiungono altri parenti e connazionali la casa è presto invasa da malavitosi e artisti. La sua vita ha una svolta e, con disperazione, cerca rifugio proprio in Albania.
Tra i personaggi appare il sosia albanese di Adriano Celentano, che balla e canta nei momenti più impensabili del film.

## Produzione

### Riprese
Il film è ambientato e girato in Puglia. In particolare a Ostuni, Fasano, Gravina in Puglia, Poggiorsini e Corato.